# Gigantengrab von Paddeu

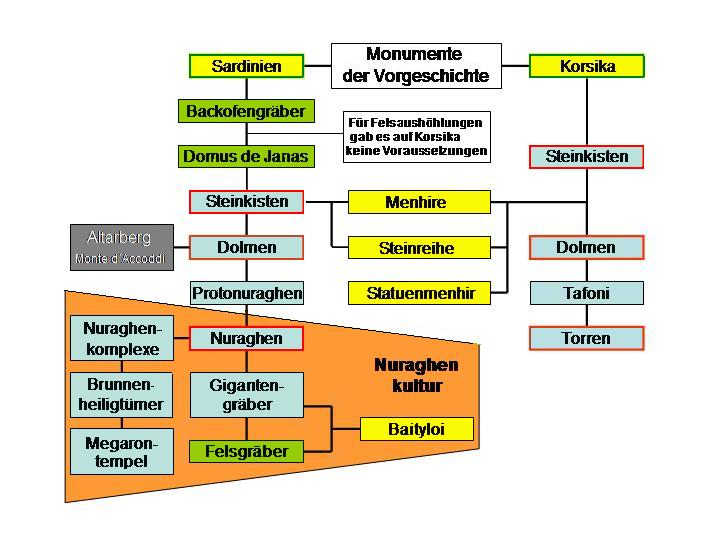
Typenfolge sardischer Megalithen

Das Gigantengrab von Paddeu (italienisch Tomba dei giganti di Paddeu – auch Su Truppu genannt) liegt unter einer Freileitung, nördlich von Cossoine in der Metropolitanstadt Sassari auf Sardinien.

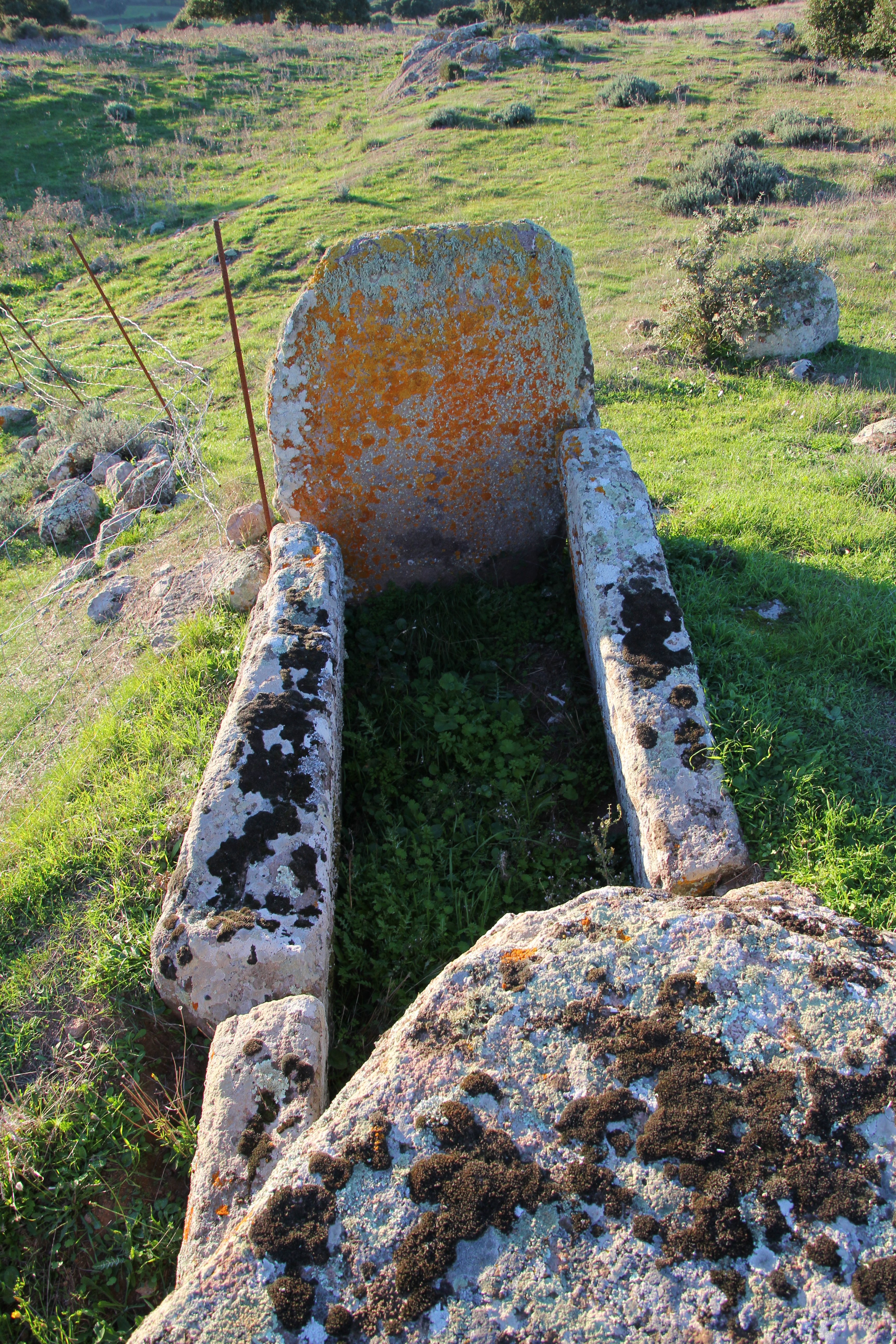
Gigantengrab von Paddeu

Die in Sardu „Tumbas de los zigantes“ genannten Bauten sind die größten pränuraghischen Kultanlagen Sardiniens und zählen europaweit zu den spätesten Megalithanlagen. Die 321 bekannten Gigantengräber sind Monumente der bronzezeitlichen Bonnanaro-Kultur (2200 bis 1600 v. Chr.), die Vorläufer der Nuraghenkultur ist.

## Typenfolge
Baulich treten Gigantengräber in zwei Varianten auf. Die Anlagen mit Portalstelen und Exedra gehören zum älteren Typ. Bei den späteren Anlagen besteht die Exedra statt aus monolithischen Stelen, aus einer in der Mitte deutlich erhöhten Quaderfassade aus bearbeiteten, geschichteten Steinblöcken. Das Gigantengrab von Paddeu gehört zum älteren Typ (mit Portalstelen).
Von dem ungewöhnlich kurzen Gigantengrab ist im Wesentlichen die Galerie aus großen Platten erhalten, während die Exedra komplett fehlt. Lediglich ein Teil der Portalstele liegt auf dem vorderen Bereich der Galerie. Die am Ende der Galerie stehende übergroße Platte dürfte der andere Teil der Portalstele sein, die deplatziert aufgerichtet wurde.
In der Nähe liegen die byzantinische Kirche Santa Maria Iscalas und das Gigantengrab von Aidu.